# Cui mùa thu
Cui mùa thu, tên khoa học Heritiera angustata, là một loài thực vật có hoa trong họ Cẩm quỳ. Loài này được Pierre mô tả khoa học đầu tiên năm 1889.